# Roccabascerana
Roccabascerana är en ort och kommun i provinsen Avellino i regionen Kampanien i Italien. Kommunen hade 2 370 invånare (2017).